# Christoph Pöggeler
Christoph Pöggeler (* 1958 in Münster, Westfalen) ist ein deutscher Bildhauer, Maler und Grafiker. Bekannt wurde er durch den Werkzyklus „Säulenheilige“, lebensgroße realistische Figuren von Menschen auf Litfaßsäulen in Düsseldorf. 2008 erhielt er für seine Malerei den Rheinischen Kunstpreis.

## Leben

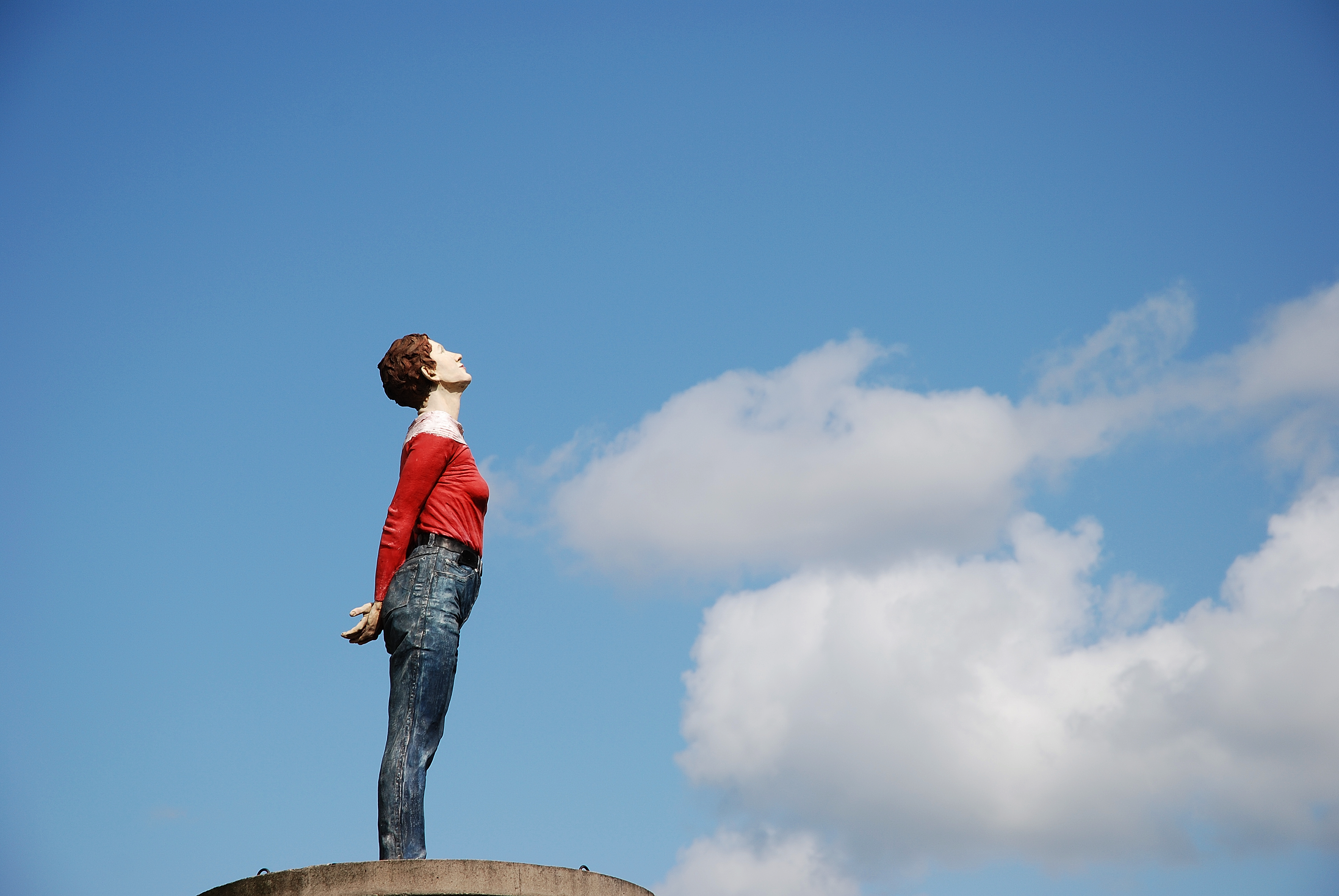
Marlis, Porträt der Lebensgefährtin des Künstlers nach einem Urlaubsfoto, eine der ersten beiden Skulpturen aus dem Werkzyklus „Säulenheilige“, Stromstraße, am WDR-Studio Düsseldorf im Medienhafen Düsseldorf

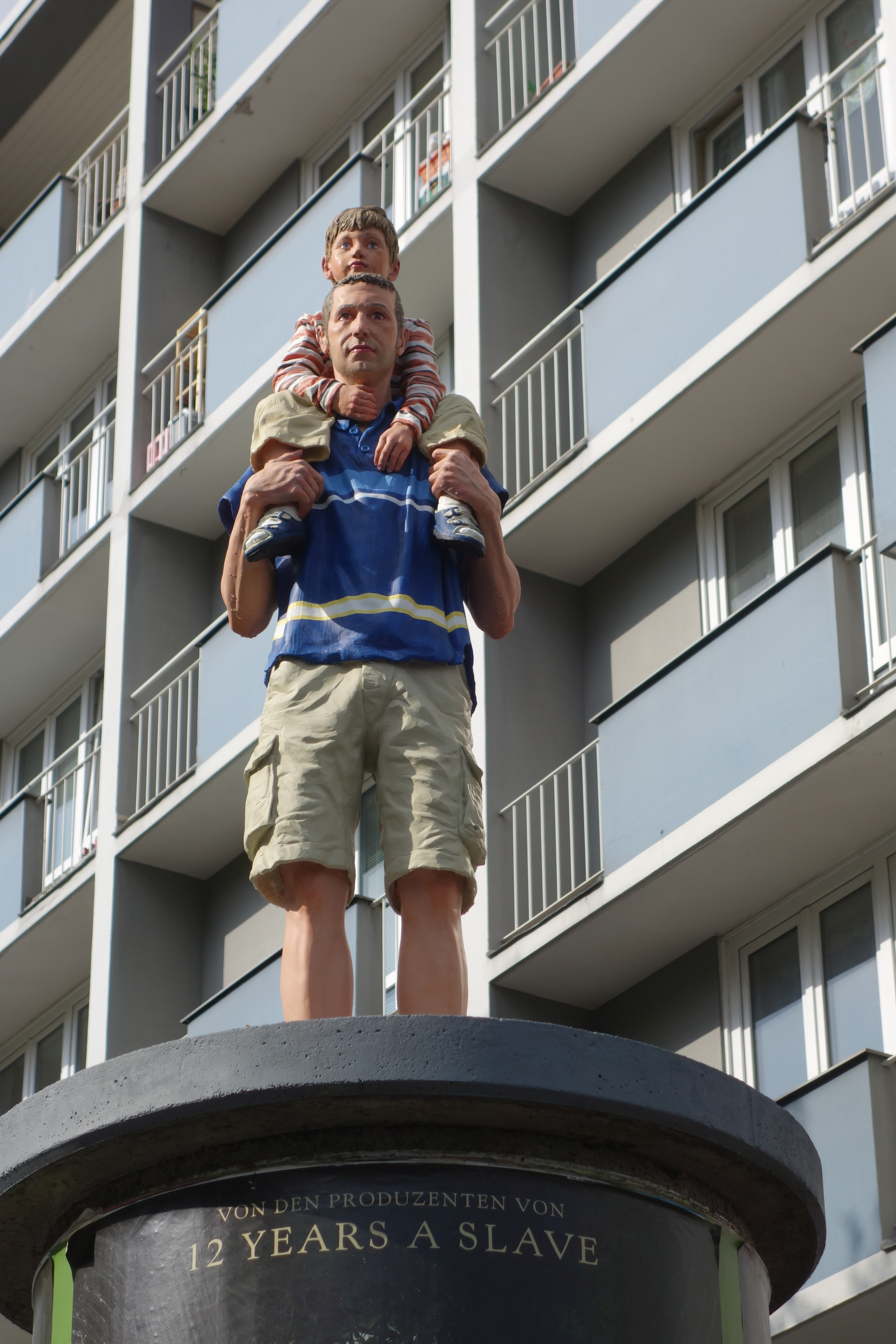
Vater und Sohn, Immermannstraße, Düsseldorf

Christoph Pöggeler, einer von fünf Söhnen von Hanna Pöggeler, geborene Geerken, und des Pädagogen Franz Pöggeler, wuchs in Trier und Aachen auf. Von 1977 bis 1985 studierte er an der Kunstakademie Düsseldorf. Dort war er unter anderem Schüler von Alfonso Hüppi. 1980 begann er ein Grundstudium an der Rheinischen Friedrich-Wilhelms-Universität Bonn in den Fächern Ethnologie, Kunstgeschichte und Orientalische Kunstgeschichte. Am Fachbereich Architektur der Bergischen Universität Gesamthochschule Wuppertal hatte er 2001/2002 einen Lehrauftrag für Grundlagen der Darstellung. Pöggeler lebt und arbeitet in Düsseldorf.
Seit Mitte der 1980er Jahre trat er künstlerisch durch Bildobjekte in Erscheinung, die zwischen realistischen und phantastischen Merkmalen changieren. Als Maler beschäftigte er sich unter anderem mit vorgefundenen Materialien und Oberflächen und dort sichtbaren Erinnerungsspuren. Ausgehend von Maserungsoberflächen ausgelaugter Hölzer, die Gebrauchsspuren und eine eigene Vergangenheit besitzen, entwickelte Pöggeler eine besondere Form der Malerei, die sich im Zusammenspiel von gegenständlichen Darstellungen – etwa von Figuren und Landschaften – mit den Oberflächen des vorgefundenen Bildträgers eine Bildwirklichkeit schafft, die realistisch und überraschend zugleich wirkt. Inspiriert durch Säulenheilige der Spätantike, schuf er ab 2000 das Projekt „Säulenheilige“ und machte sich dadurch als Bildhauer und Maler einen Namen.

## Säulenheilige
Christoph Pöggeler wurde durch sein 10-teiliges Projekt „Säulenheilige“ international bekannt, bei dem er Personen verschiedener Bevölkerungsgruppen realistisch nachbildete und diese Skulpturen jeweils auf einer Litfaßsäule platzierte und von 2001 bis 2016 im Düsseldorfer Stadtgebiet ausstellte. Die Figuren befinden sich vor dem Hauptbahnhof, Ecke Immermannstraße/Oststraße, vor dem Hetjens-Museum in der Altstadt, am Burgplatz in der Altstadt, vor der Lambertuskirche mit Blick auf den Rhein, am Rheinufer (Joseph-Beuys-Ufer/NRW-Forum) neben der Tonhalle, im Medienhafen, in Flingern Nord und in Stockum kurz hinter dem Nordpark. 3 weitere Skulpturen aus dieser Reihe sind nach 2016 noch in Köln (Rodenkirchen), Mannheim (Maximilianstr. 10) und Bonn (LVR-Landesmuseum) hinzugekommen.
Nehrfach wechselten Skulpturen nach der Erstaufstellung den Standort. Das Paar II ist beispielsweise Mitte 2016 von seinem ursprünglichen Standort Ecke Harold-/Poststraße (2004) auf die Rampe der Oberkasseler Brücke neben der Tonhalle versetzt worden, ebenso ist der Geschäftsmann 2022 vom Rheinufer nahe der Oberkasseler Brücke zum Kennedydamm umgezogen, von wo er nach einem weiteren vorläufigen Standort an der Hofgartenrampe 2024 wieder zum Joseph-Beuys-Ufer zurückgekehrt ist. Vater und Sohn vor dem  Franziskanerkloster auf der Oststraße wurde – anlässlich des Abrisses des Klosters – renoviert und nicht weit entfernt an der Ecke Immermannstraße wieder aufgestellt.

Skulpturen von Christoph Pöggeler
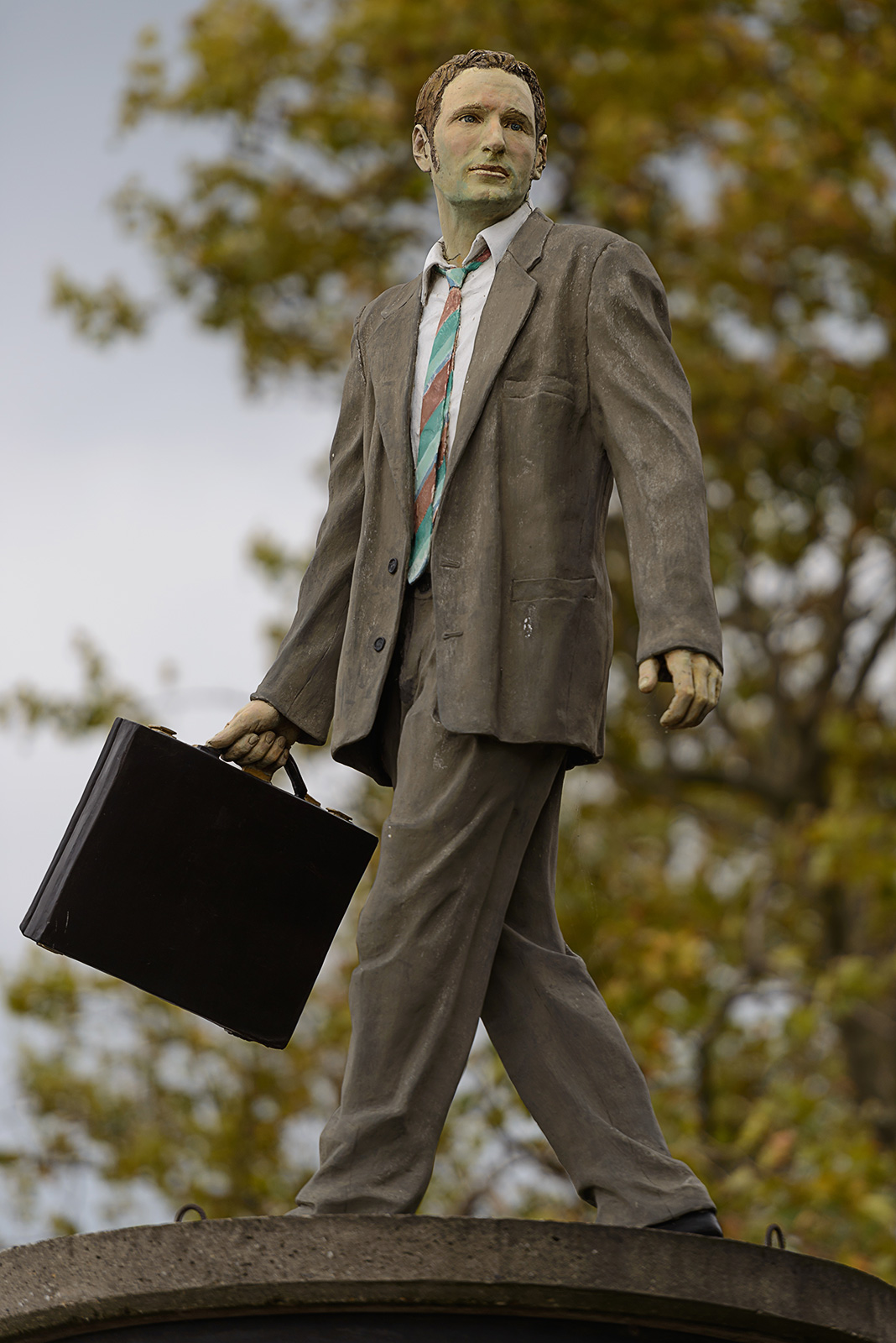
Säulenheiliger Geschäftsmann (2001), Joseph-Beuys-Ufer
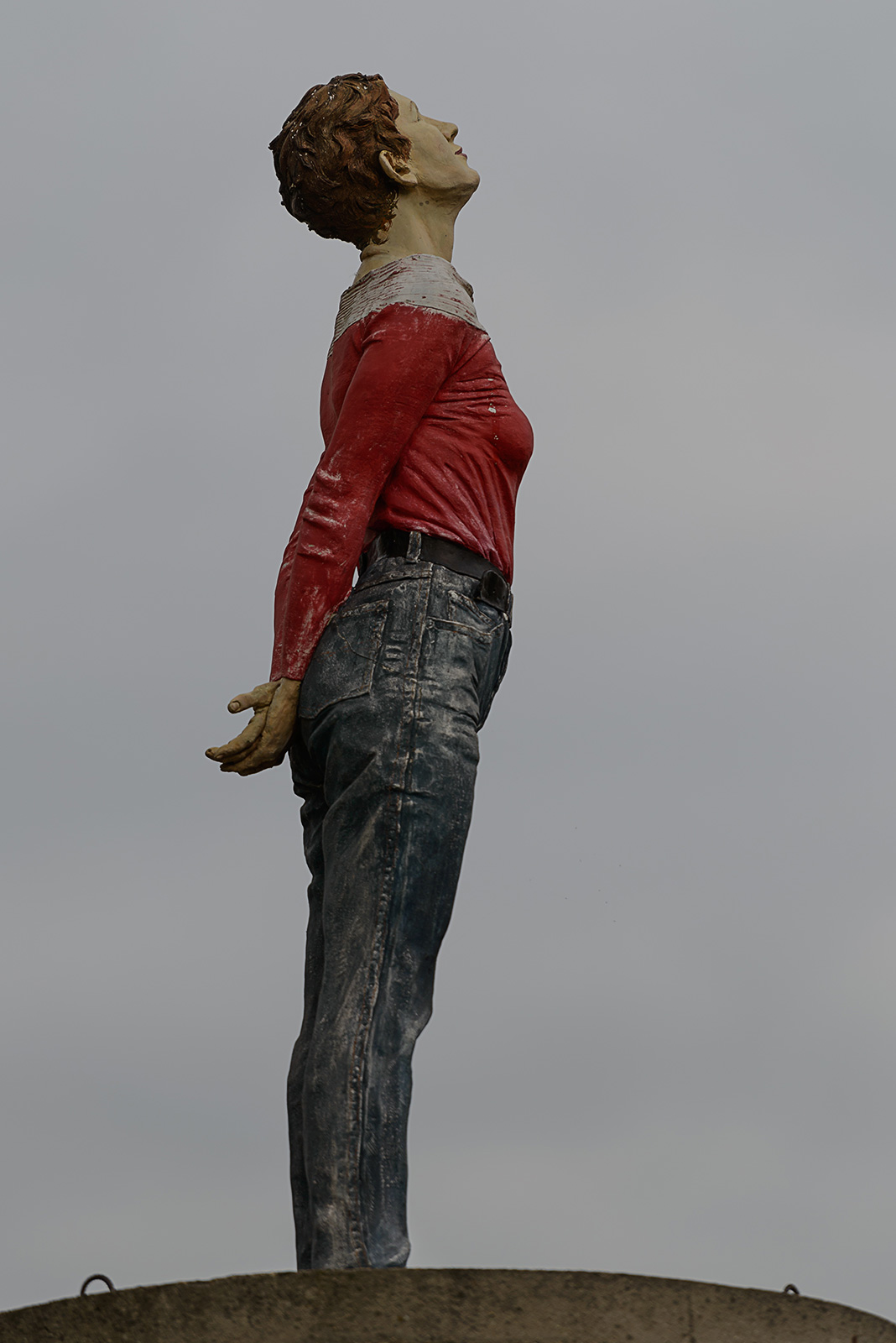
Säulenheilige Marlis (2001), Stromstraße (WDR)
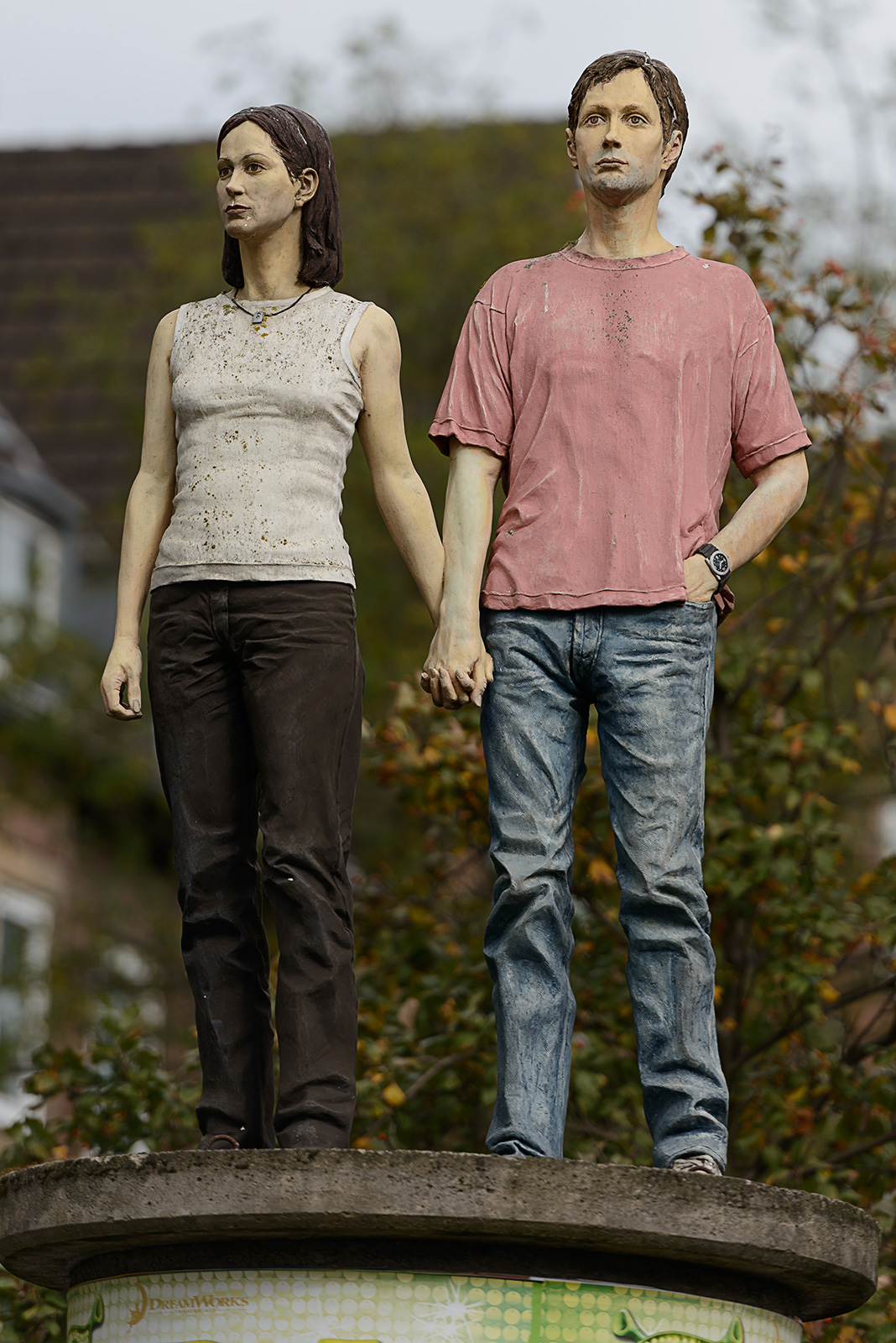
Säulenheilige Paar I (2002), Burgplatz
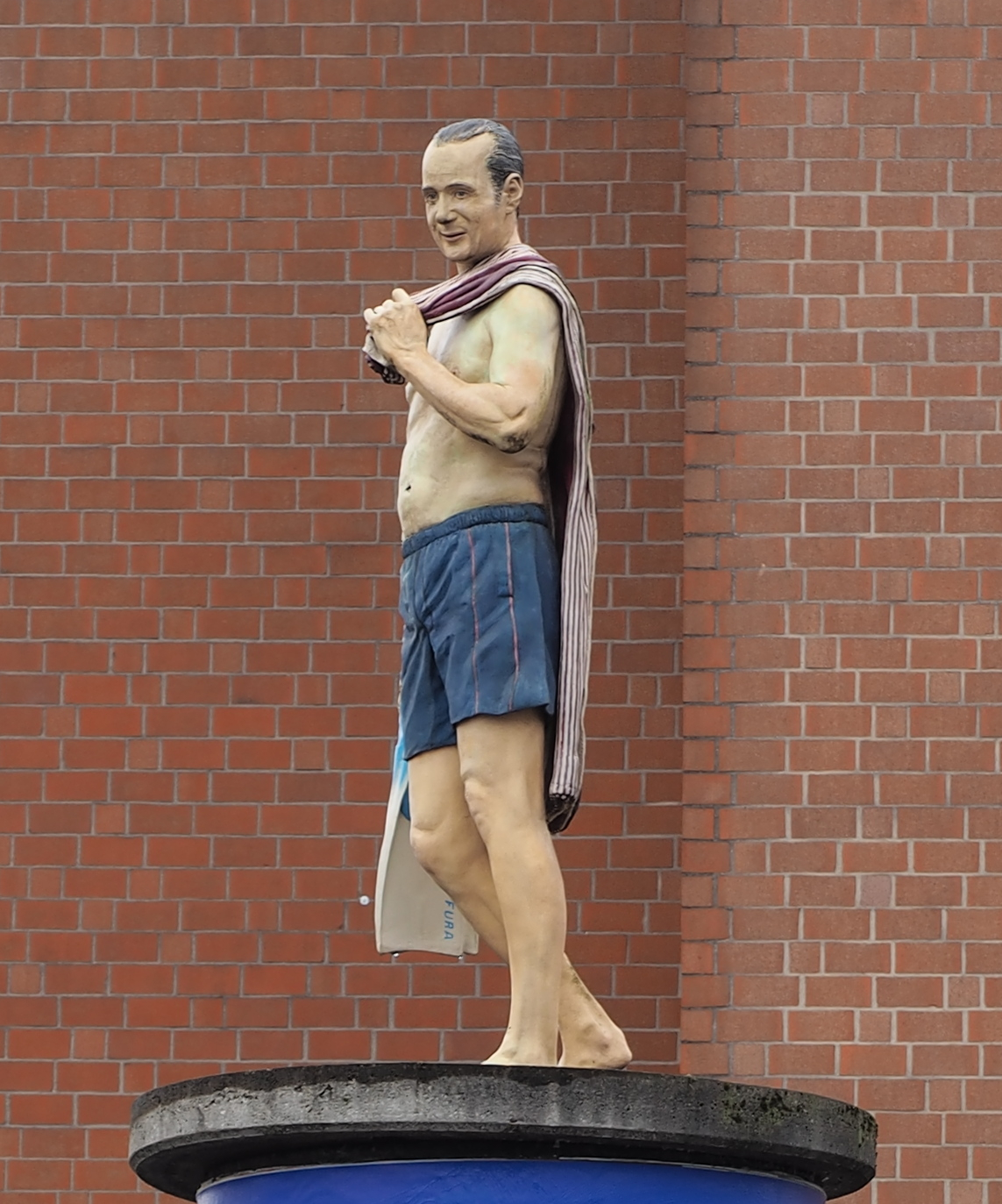
Säulenheiliger Urlauber (2003), Kaiserswerther Straße
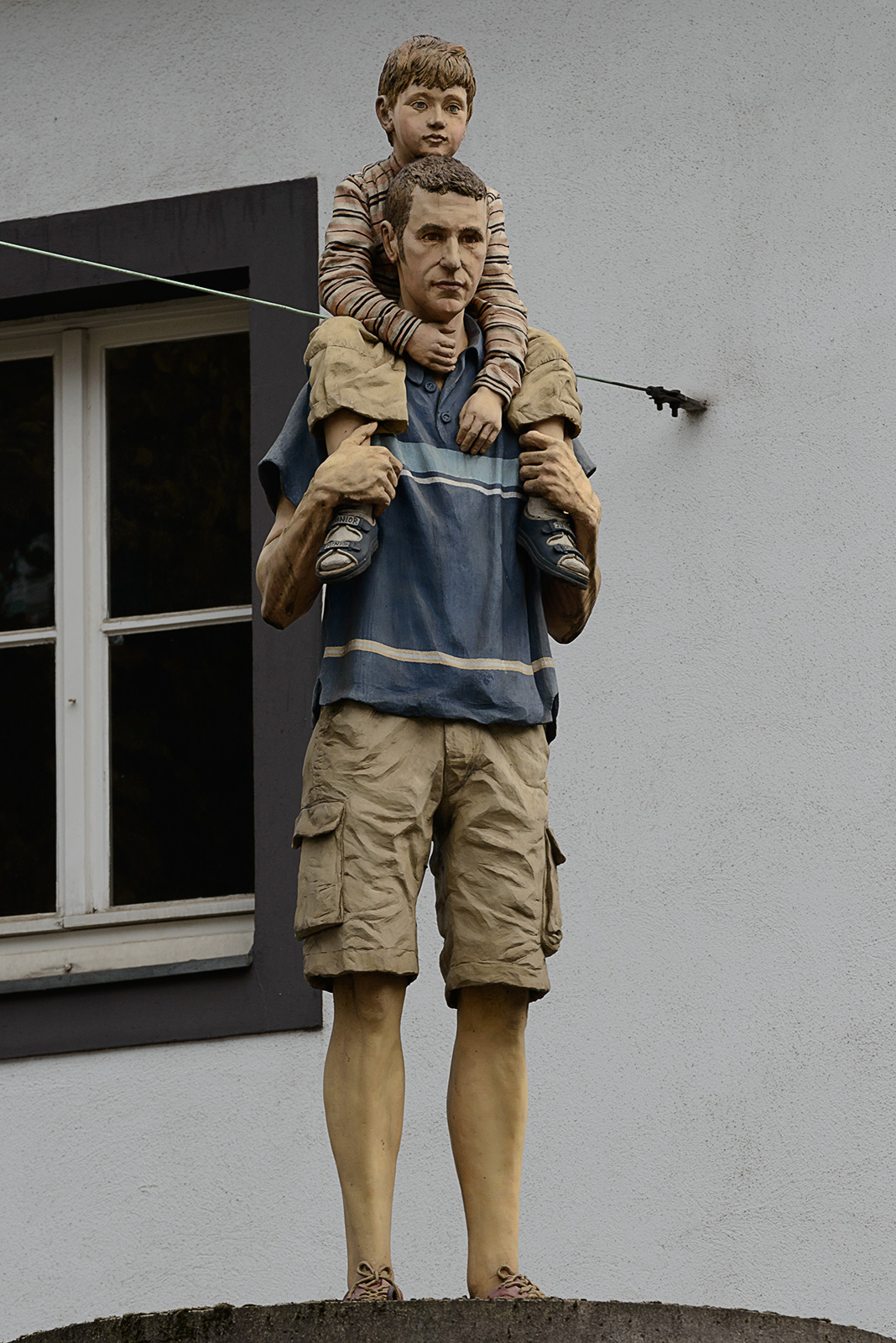
Säulenheilige Vater und Sohn (2003), Immermann-/Oststraße
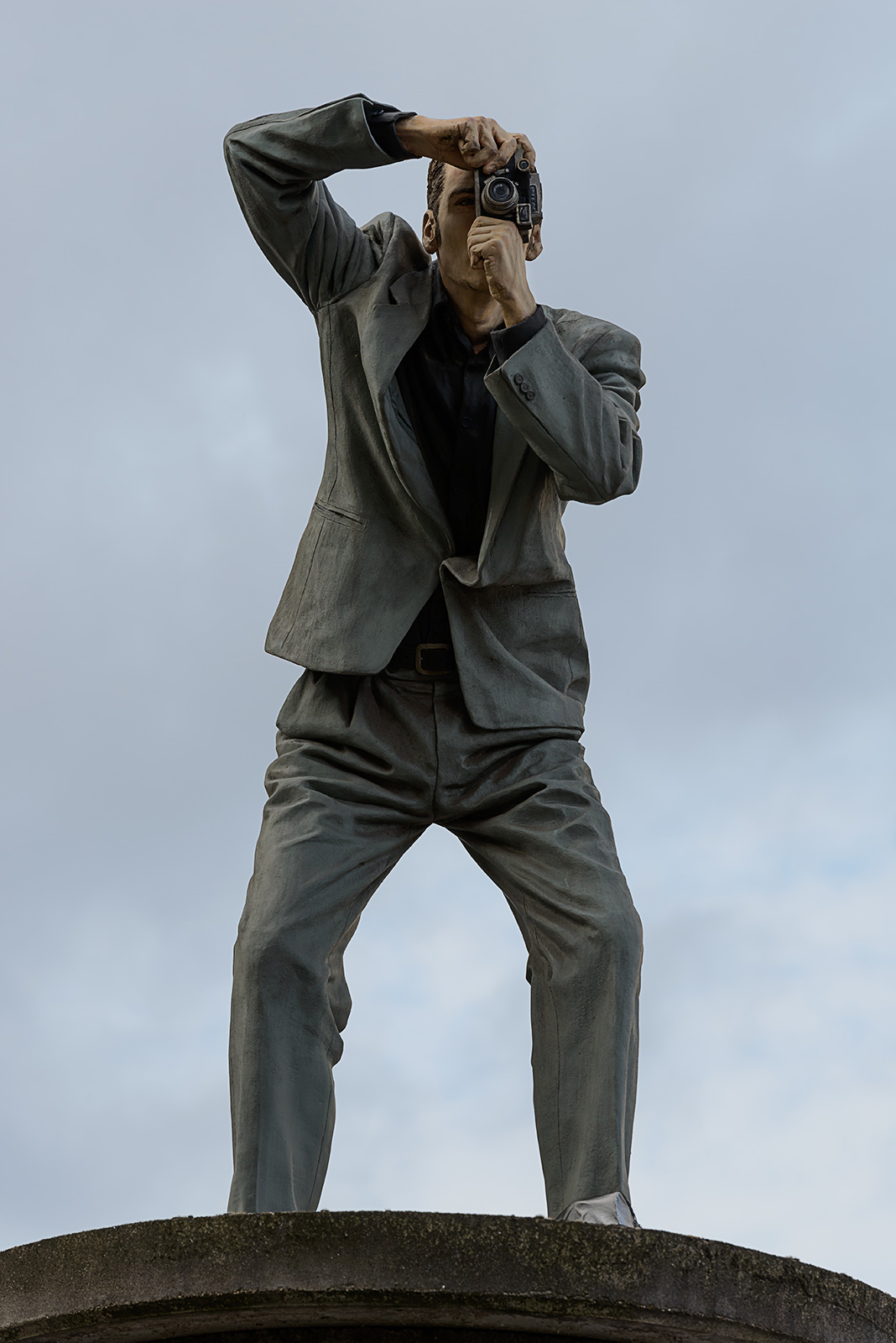
Säulenheiliger Fotograf (2004), Konrad-Adenauer-Platz (Hbf.)
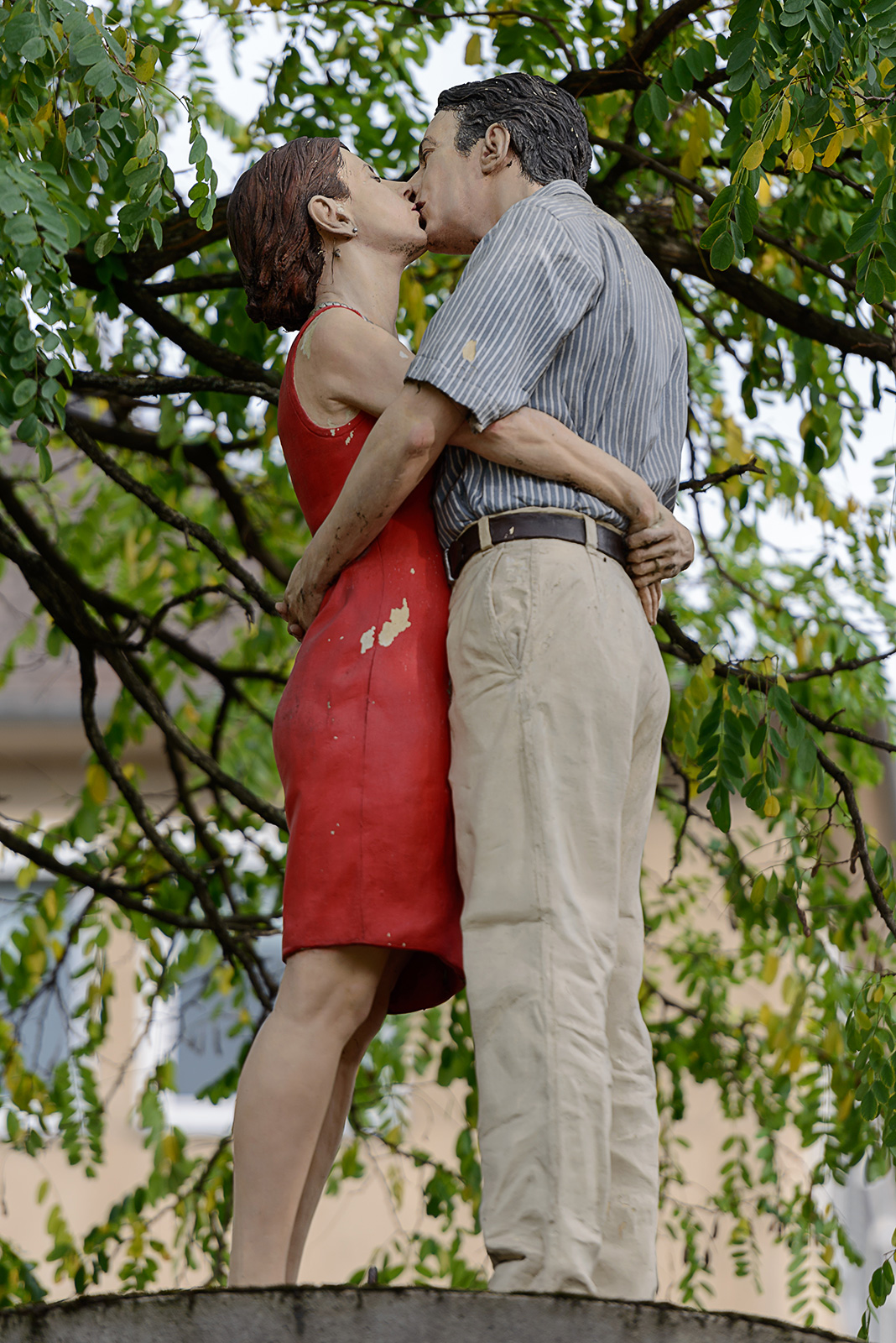
Säulenheilige Kuss / Paar II (2004), Hofgartenrampe
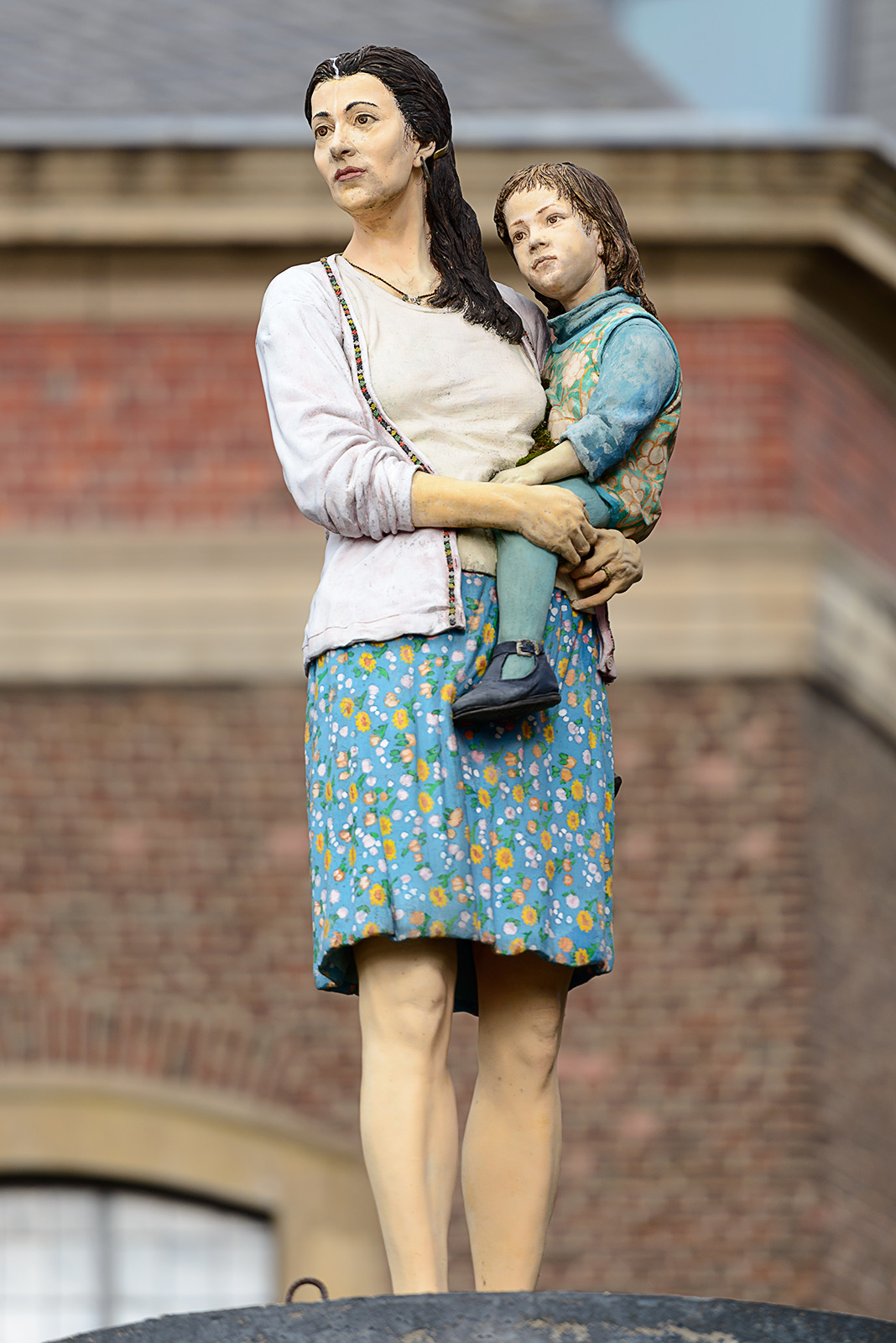
Säulenheilige Fremde (2005), vor St. Lambertus
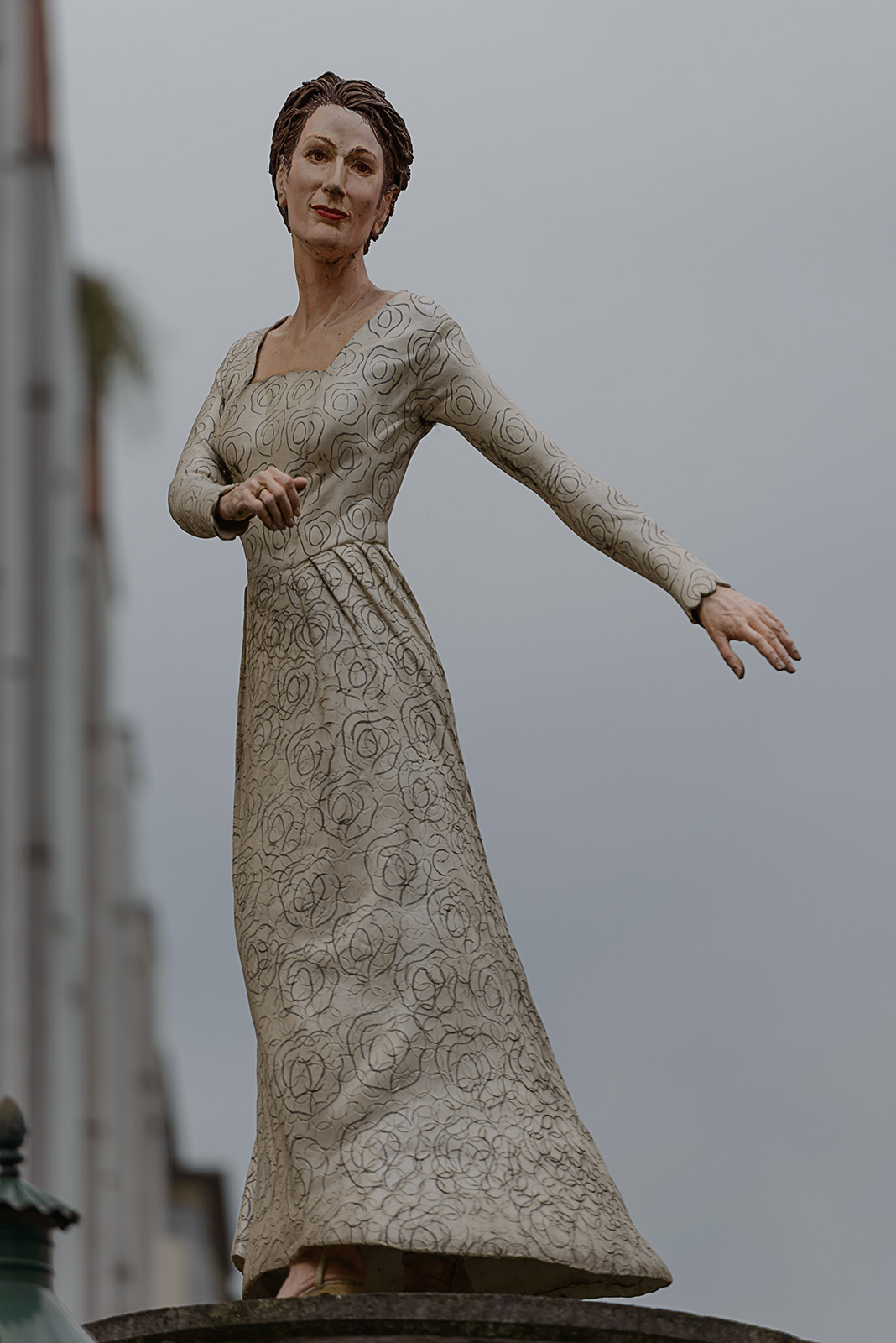
Säulenheilige Braut (2006), Schul-/Citadellstraße
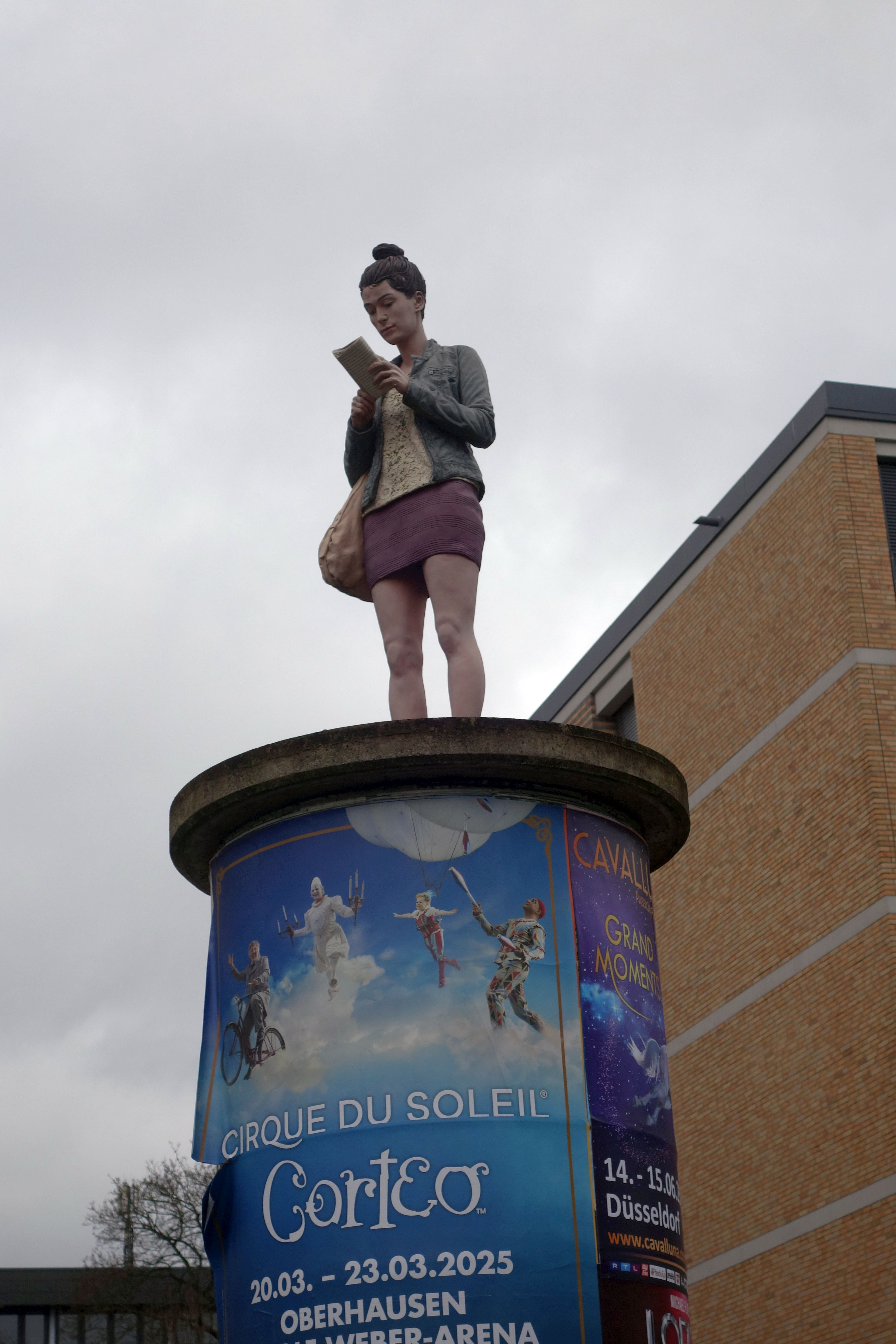
Wartende (2016), Hohenzollernallee 8f

## Auszeichnungen
- 1993: Förderpreis für Bildende Kunst der Landeshauptstadt Düsseldorf[3]
- 2008: Rheinischer Kunstpreis

## Monografie
- Säulenheilige. Menschen auf Litfaßsäulen. Eigenverlag, 2007.